# Chamaeleo chamaeleon
Chameleonul comun sau chameleonul mediteranean (Chamaeleo chamaeleon), împreună cu chameleonul african, C. africanus, este unul dintre cele două specii existente de Chamaleonidae cu o gamă care se extinde în Europa. 

## Informații de bază
Chameleonul obișnuit, ca și alții din familia sa, se bucură de un habitat arboric, cățărându-se prin copaci și tufișuri cu picioarele care au patru degete, câte două pe fiecare parte pentru a se prinde de  ramuri. De asemenea, folosește coada prehensilă pentru a menține echilibrul și stabilitatea. Mișcarea este, de obicei, lentă, adesea cu o mișcare ușoară, pentru a evita observarea de către prădători. Animalul poate să se deplaseze mai rapid atunci când este implicat într-o dispută teritorială. Sunt de obicei animale solitare care mențin un teritoriu și tolerează doar membrii de sex opus în timpul sezonului de împerechere. Lungimea medie a chameleonului comun este de la 20 la 40 cm, femelele fiind adesea substanțial mai mari decât masculii. Culoarea chameleonului comun este variabilă, între galben / maro și verde până la un brun închis. Oricare ar fi culoarea fundalului, chameleonul comun va avea două linii colorate de-a lungul laturii sale. Are o barbă mică de cântărire și niște mici cântare grele pe partea superioară a spatelui. Mulți presupun că schimbările de culoare ale chameleonului sunt rezultatul încercării sale de camuflaj, când în realitate chameleonul își schimbă culoarea ca răspuns la stimulii de lumină și temperatură și ca o expresie a emotiilor sale (cum ar fi limbajul corpului chameleon). Adesea, când este prins pentru analiză, chameleonul se poate transforma într-o culoare închisă. Culorile lor sunt, de asemenea, importante pentru comunicarea interspecies, în special în timpul sezonului de împerechere. 

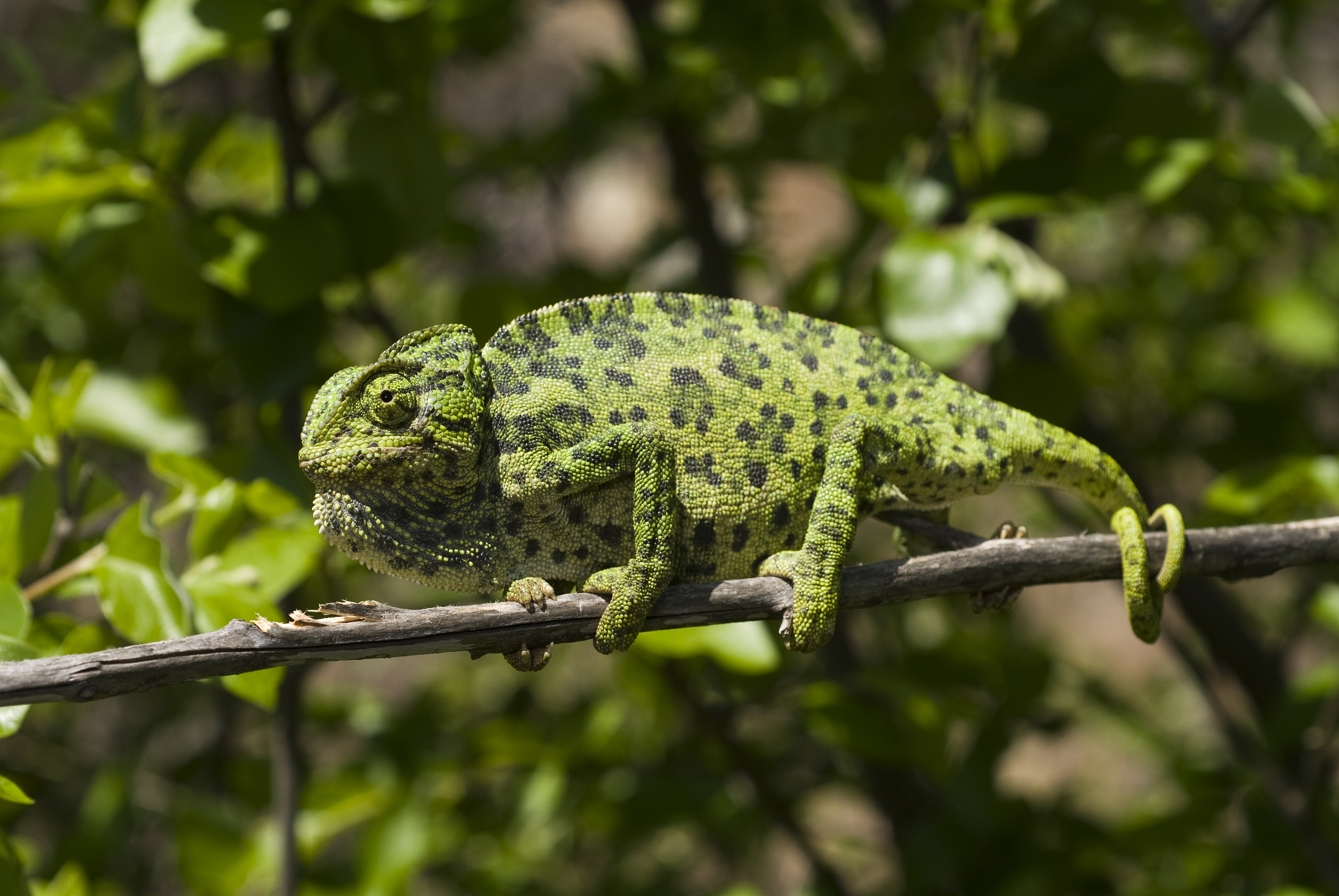
Chamaeleo chameleon

## Dietă
Chameleonul comun este insectivoros, captează insectele prin stealth și extinderea rapidă a limbii sale lungi, care are un tampon terminal care prindă și aderă la prada. Adulții sunt cunoscuți că mănâncă tinere de cămăși și că au fost observate că mănâncă fructe. 

## Reproducere
Chameleonul obișnuit este matur sexual în decurs de un an, iar femelele produc o ambreiaj de ouă pe an. Femelele mai mari produc mai multe ouă și sunt mai atractive pentru bărbații care se vor lupta cu o femeie. Sezonul de împerechere pentru chameleonul comun este de la jumătatea lunii iulie până la jumătatea lunii septembrie.Animalele coboară spre scăderea nivelurilor de vegetație sau la sol pentru a căuta un partener. Ouăle sunt puse în sol și se iau timp de 10-12 luni pentru a se incuba. Animalele adulte, în special bărbații, vor mânca tineri pe care îi întâlnesc. 

## Răspîndirea
În Europa, este doar autohtonă pentru Peninsula Iberică: sudul Spaniei și Portugalia,  Cipru și insula grecească Creta. Cu toate acestea, a fost introdusă cu succes în alte insule grecești, în insulele Canare și în Malta. Specia a fost introdusă în Sicilia la începutul secolului al XIX-lea, dar prezența actuală nu a fost confirmată. O populație mică introdusă este prezentă în Apulia, în sud-estul Italiei.
În Africa de Nord și Orientul Mijlociu apare în Maroc, Algeria, Tunisia, Libia, Egipt,  Israel, Palestina, Iordania, Sahara Occidentală, Arabia Saudită, Yemen, Turcia, Liban, Siria, Irak și Iran. În Grecia, specia se găsește acum numai pe insula Samos, dispărând din celelalte insule în ultimii ani. Eforturile de conservare pe Samos sunt conduse de Institutul de Arhipelaguri de Biologie Marină pentru conservarea populațiilor rămase, însă specia nu este în prezent evaluată în lista redusă IUCN. 

## Conservarea și amenințările
Principalele amenințări la adresa chameleonului comun sunt pierderea habitatului prin intervenția umană și capturarea pentru comerțul cu animale de companie (atât ilegale cât și juridice, în funcție de țară). Mulți mor de stres sau de depresie la capturarea înainte de a ajunge la destinația dorită; capturarea din sălbăticie este adesea cea mai dăunătoare amenințare la adresa speciei. Specia este, de asemenea, extrem de teritorială, iar pierderea habitatului a provocat tulpini în găsirea unor medii adecvate de cuibărit, deoarece bărbații adulți au fost cunoscuți pentru a ataca și mânca tineri care intră în domeniile lor.

## Subspecii
Această specie cuprinde următoarele subspecii:
- C. c. musae
- C. c. orientalis
- C. c. chamaeleon
- C. c. recticrista